# Promozione Veneto 1988-1989
Nella stagione 1988-1989 la Promozione era sesto livello del calcio italiano (il massimo livello regionale). Qui vi sono le statistiche relative al campionato in Veneto.
Il campionato è strutturato in vari gironi all'italiana su base regionale, gestiti dai Comitati Regionali di competenza. Promozioni alla categoria superiore e retrocessioni in quella inferiore non erano sempre omogenee; erano quantificate all'inizio del campionato dal Comitato Regionale secondo le direttive stabilite dalla Lega Nazionale Dilettanti, ma flessibili, in relazione al numero delle società retrocesse dal Campionato Interregionale e perciò, a seconda delle varie situazioni regionali, la fine del campionato poteva avere degli spareggi sia di promozione che di retrocessione.

## Girone A

### Squadre partecipanti
| Club                        | Città                         |
| --------------------------- | ----------------------------- |
| A.C. Arzignano Poletto      | Arzignano (VI)                |
| U.S. Audace                 | San Michele Extra (VR)        |
| A.C. Dueville               | Dueville (VI)                 |
| A.S. Fiamma Isola           | Isola Vicentina (VI)          |
| A.S. Fides San Pietro in Gu | San Pietro in Gu (PD)         |
| A.C. Justinense             | Santa Giustina in Colle (PD)  |
| A.C. Lugagnano              | Lugagnano (VR)                |
| A.C. Luparense              | San Martino di Lupari (PD)    |
| A.C. Pescantina             | Pescantina (VR)               |
| U.S. Pollo Miglioranza      | Villafranca di Verona (VR)    |
| A.C. Riello Legnago         | Legnago (VR)                  |
| A.C. San Martino B.A.       | San Martino Buon Albergo (VR) |
| U.S. Real Caldogno          | Caldogno (VI)                 |
| A.C. Thiene                 | Thiene (VI)                   |
| A.C. Trissino               | Trissino (VI)                 |
| A.C. Zanè                   | Zanè (VI)                     |

### Classifica finale
|  | Pos. | Squadra                | Pt | G  | V  | N  | P  | GF | GS | DR  |
|  | ---- | ---------------------- | -- | -- | -- | -- | -- | -- | -- | --- |
|  | 1.   | Thiene                 | 54 | 30 | 24 | 6  | 0  | 64 | 14 | +50 |
|  | 2.   | Pollo Miglioranza      | 39 | 30 | 14 | 11 | 5  | 35 | 20 | +15 |
|  | 3.   | Zanè                   | 39 | 30 | 12 | 15 | 3  | 32 | 21 | +11 |
|  | 4.   | Lugagnano              | 33 | 30 | 11 | 11 | 8  | 27 | 21 | +6  |
|  | 5.   | San Martino B.A.       | 30 | 30 | 10 | 10 | 10 | 24 | 26 | -2  |
|  | 6.   | Riello Legnago         | 30 | 30 | 11 | 8  | 11 | 26 | 32 | -6  |
|  | 7.   | Audace S.M.E.          | 30 | 30 | 9  | 12 | 9  | 28 | 32 | -4  |
|  | 8.   | Real Caldogno          | 28 | 30 | 7  | 14 | 9  | 27 | 33 | -6  |
|  | 9.   | Arzignano              | 27 | 30 | 8  | 11 | 11 | 30 | 29 | +1  |
|  | 10.  | Luparense              | 27 | 30 | 7  | 13 | 12 | 30 | 20 | +10 |
|  | 11.  | Trissino               | 26 | 30 | 6  | 14 | 10 | 23 | 25 | -2  |
|  | 12.  | Justinense             | 26 | 30 | 7  | 12 | 11 | 19 | 26 | -7  |
|  | 13.  | Pescantina             | 26 | 30 | 6  | 14 | 10 | 19 | 26 | -7  |
|  | 14.  | Fides San Pietro in Gu | 24 | 30 | 6  | 12 | 12 | 21 | 29 | -8  |
|  | 15.  | Dueville               | 22 | 30 | 6  | 10 | 14 | 24 | 39 | -15 |
|  | 16.  | Fiamma Isola           | 19 | 30 | 4  | 11 | 15 | 16 | 39 | -23 |

## Girone B

### Squadre partecipanti
| Club                      | Città                  |
| ------------------------- | ---------------------- |
| A.C. Abano                | Abano Terme (PD)       |
| U.S. Adriese              | Adria (RO)             |
| A.C. Camponogarese        | Camponogara (VE)       |
| A.S. Favaro Mestre Calcio | Favaro (VE)            |
| A.C. Fiesso d’Artico      | Fiesso d'Artico (VE)   |
| A.S. Fiessese             | Fiesso Umbertiano (RO) |
| U.S. Fulgor Salzano       | Salzano (VE)           |
| U.S. Legnarese            | Legnaro (PD)           |
| G.S. Martellago           | Martellago (VE)        |
| U.S. Mestrino             | Mestrino (PD)          |
| Monselice Calcio          | Monselice (PD)         |
| A.S. Piovese Calcio 1919  | Piove di Sacco (PD)    |
| A.C. Pro Mogliano         | Mogliano Veneto (TV)   |
| A.C. Resana               | Resana (TV)            |
| S.S. Scardovari           | Scardovari (RO)        |
| Venezia Calcio S.r.L.     | Venezia (VE)           |

### Classifica finale
|  | Pos. | Squadra             | Pt | G  | V  | N  | P  | GF | GS | DR  |
|  | ---- | ------------------- | -- | -- | -- | -- | -- | -- | -- | --- |
|  | 1.   | Fulgor Salzano      | 44 | 30 | 16 | 12 | 2  | 46 | 18 | +28 |
|  | 2.   | Venezia Calcio      | 43 | 30 | 17 | 9  | 4  | 40 | 17 | +23 |
|  | 3.   | Scardovari          | 39 | 30 | 14 | 11 | 5  | 39 | 26 | +13 |
|  | 4.   | Resana              | 35 | 30 | 11 | 13 | 6  | 23 | 17 | +6  |
|  | 5.   | Martellago          | 33 | 30 | 10 | 13 | 7  | 22 | 19 | +3  |
|  | 6.   | Pro Mogliano        | 32 | 30 | 10 | 12 | 8  | 31 | 19 | +12 |
|  | 7.   | Camponogarese       | 31 | 30 | 10 | 11 | 9  | 22 | 19 | +3  |
|  | 8.   | Favaro Mestre       | 31 | 30 | 8  | 15 | 7  | 25 | 22 | +3  |
|  | 9.   | Mestrino            | 29 | 30 | 11 | 7  | 12 | 22 | 20 | +2  |
|  | 10.  | Abano Terme         | 29 | 30 | 6  | 17 | 7  | 27 | 28 | -1  |
|  | 11.  | Piovese Calcio 1919 | 28 | 30 | 8  | 12 | 10 | 28 | 31 | -3  |
|  | 12.  | Adriese             | 27 | 30 | 6  | 15 | 9  | 27 | 30 | -3  |
|  | 13.  | Fiesso d'Artico     | 25 | 30 | 8  | 9  | 13 | 31 | 38 | -7  |
|  | 14.  | Monselice Calcio    | 23 | 30 | 7  | 9  | 14 | 26 | 37 | -11 |
|  | 15.  | Fiessese            | 19 | 30 | 5  | 9  | 16 | 30 | 53 | -23 |
|  | 16.  | Legnarese           | 12 | 30 | 1  | 10 | 19 | 15 | 60 | -45 |

## Girone C

### Squadre partecipanti
| Club                      | Città                     |
| ------------------------- | ------------------------- |
| U.S. Alpago               | Alpago (BL)               |
| A.C. Bessica              | Bessica (TV)              |
| A.C. Cavallino            | Cavallino Treporti (VE)   |
| A.S. Cornuda              | Cornuda (TV)              |
| U.S. Feltrese             | Feltre (BL)               |
| A.C. Ina Belluno          | Belluno (BL)              |
| A.C. Jesolo               | Jesolo (VE)               |
| A.C. Liventina            | Motta di Livenza (TV)     |
| Noventa F.C.              | Noventa di Piave (VE)     |
| A.C. Ponte di Piave       | Ponte di Piave (TV)       |
| A.C. Ponte nelle Alpi     | Ponte nelle Alpi (BL)     |
| A.C. Portogruaro          | Portogruaro (VE)          |
| A.C. Roncade Biancade     | Roncade (TV)              |
| G.S. Santa Lucia di Piave | Santa Lucia di Piave (TV) |
| A.C. Sedico               | Sedico (BL)               |
| A.C. Vedelago             | Vedelago (TV)             |

### Classifica finale
|  | Pos. | Squadra               | Pt | G  | V  | N  | P  | GF | GS | DR  |
|  | ---- | --------------------- | -- | -- | -- | -- | -- | -- | -- | --- |
|  | 1.   | Ponte di Piave        | 40 | 30 | 16 | 8  | 6  | 37 | 20 | +17 |
|  | 2.   | Jesolo                | 37 | 30 | 13 | 11 | 6  | 26 | 17 | +9  |
|  | 3.   | Cavallino             | 35 | 30 | 9  | 17 | 4  | 31 | 22 | +9  |
|  | 4.   | Ina Belluno           | 33 | 30 | 12 | 9  | 9  | 34 | 26 | +8  |
|  | 5.   | A.C. Bessica, Bessica | 32 | 30 | 9  | 14 | 7  | 28 | 24 | +4  |
|  | 6.   | Portogruaro Calcio    | 31 | 30 | 9  | 13 | 8  | 24 | 25 | -1  |
|  | 7.   | Sedico                | 31 | 30 | 9  | 13 | 8  | 20 | 21 | -1  |
|  | 8.   | Santa Lucia di Piave  | 30 | 30 | 7  | 16 | 7  | 31 | 32 | -1  |
|  | 9.   | Liventina             | 30 | 30 | 9  | 12 | 9  | 20 | 25 | -5  |
|  | 10.  | Cornuda               | 29 | 30 | 8  | 13 | 9  | 28 | 26 | +2  |
|  | 11.  | Roncade Biancade      | 29 | 30 | 7  | 15 | 8  | 24 | 26 | -2  |
|  | 12.  | Ponte nelle Alpi      | 29 | 30 | 8  | 13 | 9  | 31 | 35 | -4  |
|  | 13.  | Noventa, Noventa      | 28 | 30 | 7  | 14 | 9  | 25 | 25 | 0   |
|  | 14.  | Feltrese              | 28 | 30 | 10 | 8  | 12 | 23 | 27 | -4  |
|  | 15.  | Vedelago              | 22 | 30 | 5  | 12 | 13 | 30 | 34 | -4  |
|  | 16.  | Alpago                | 16 | 30 | 3  | 10 | 17 | 17 | 44 | -27 |

- Sedico ammesso In Interregionale per delibera della Lega Nazionale Dilettanti.